# Toril (tauromàquia)
El toril és el lloc annex a la plaça de toros, dins del qual són tancats els toros que hom ha de torejar.

## Descripció
El toril consisteix en un conjunt de compartiments adjacents a la plaça de toros, els chiqueros, cel·les fosques de 3x2 metres, en les quals els toros esperen el moment de la corrida de toros per ser alliberats a l'arena en el moment desitjat.
A cada toro se li assigna un compartiment en el moment de l'apartado, una operació que segueix el sorteo (sorteig), que consisteix a separar els toros l'un de l'altre i col·locar-los un a un en un chiquero.
A la suerte «a porta gayola», el torero espera l'entrada al toro a l'arena, sol i de genolls davant de la porta del toril.
El toril i els chiqueros difereixen del «corral», que és un conjunt d'espais que es comuniquen entre ells amb portes i forma part de les dependències de la plaça de toros (sense ser-ne adjunt). Els toros són transportats amb camió cap al corral, on viuen en diverses desenes de metres quadrats durant uns quants dies abans de ser traslladats als chiqueros, i després s'alliberen per torns a l'arena per la porta del toril.

## Galeria d'imatges

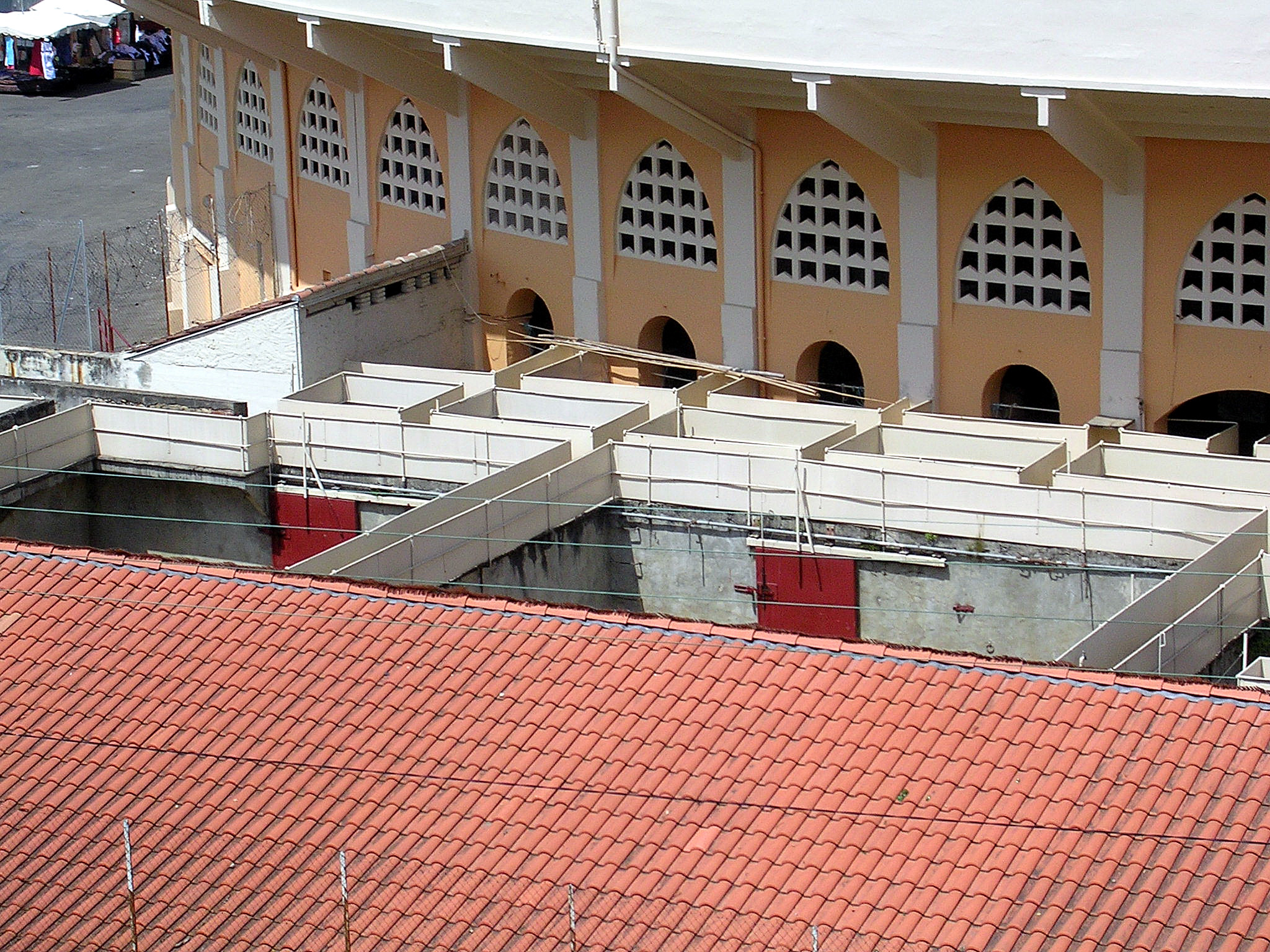
Part posterior del toril de la Plaça de toros de Plumançon, Lo Mont de Marçan (França)
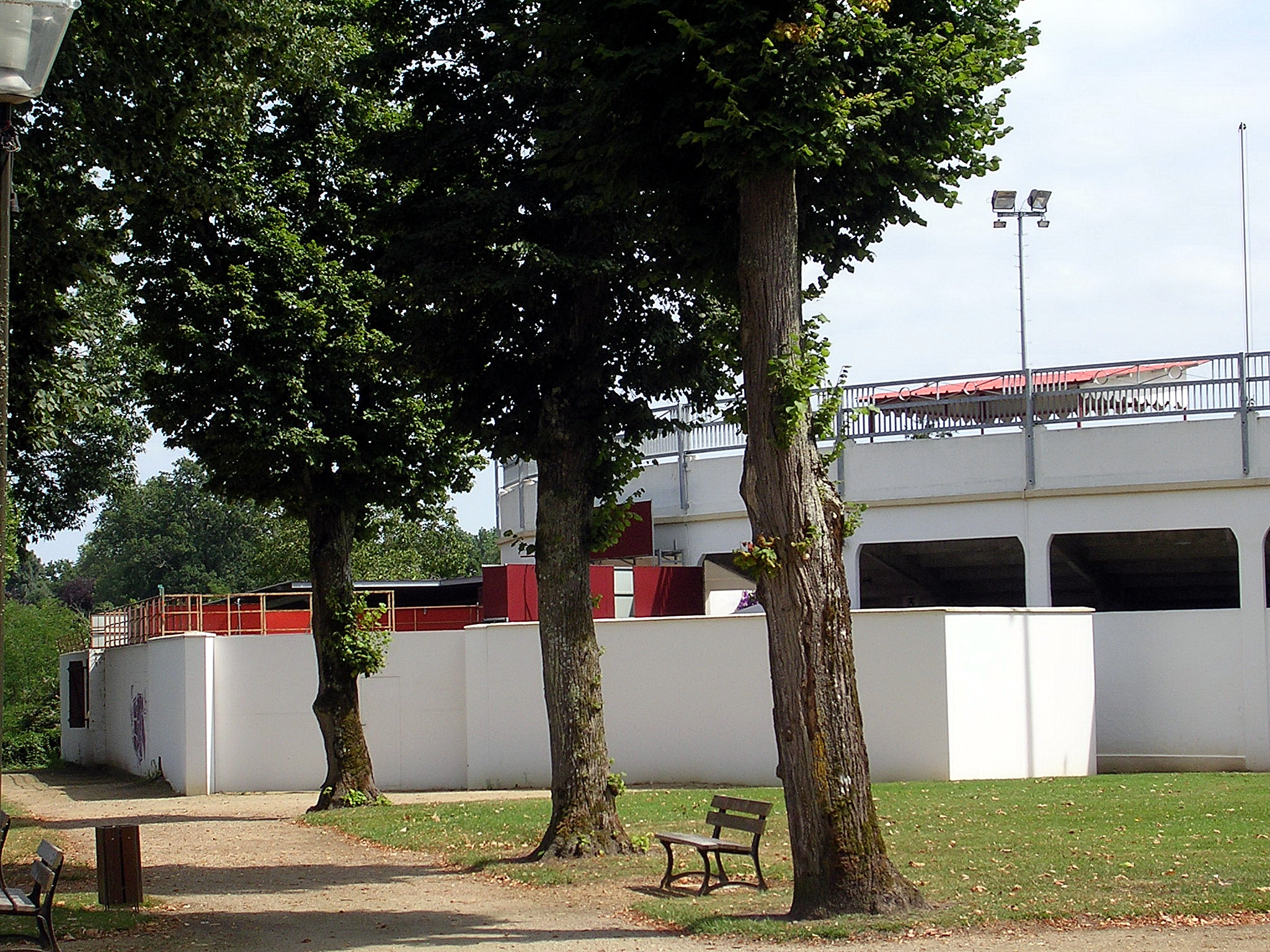
Part posterior del toril de la Plaça de toros de Morlanne, Sent Sever (França)
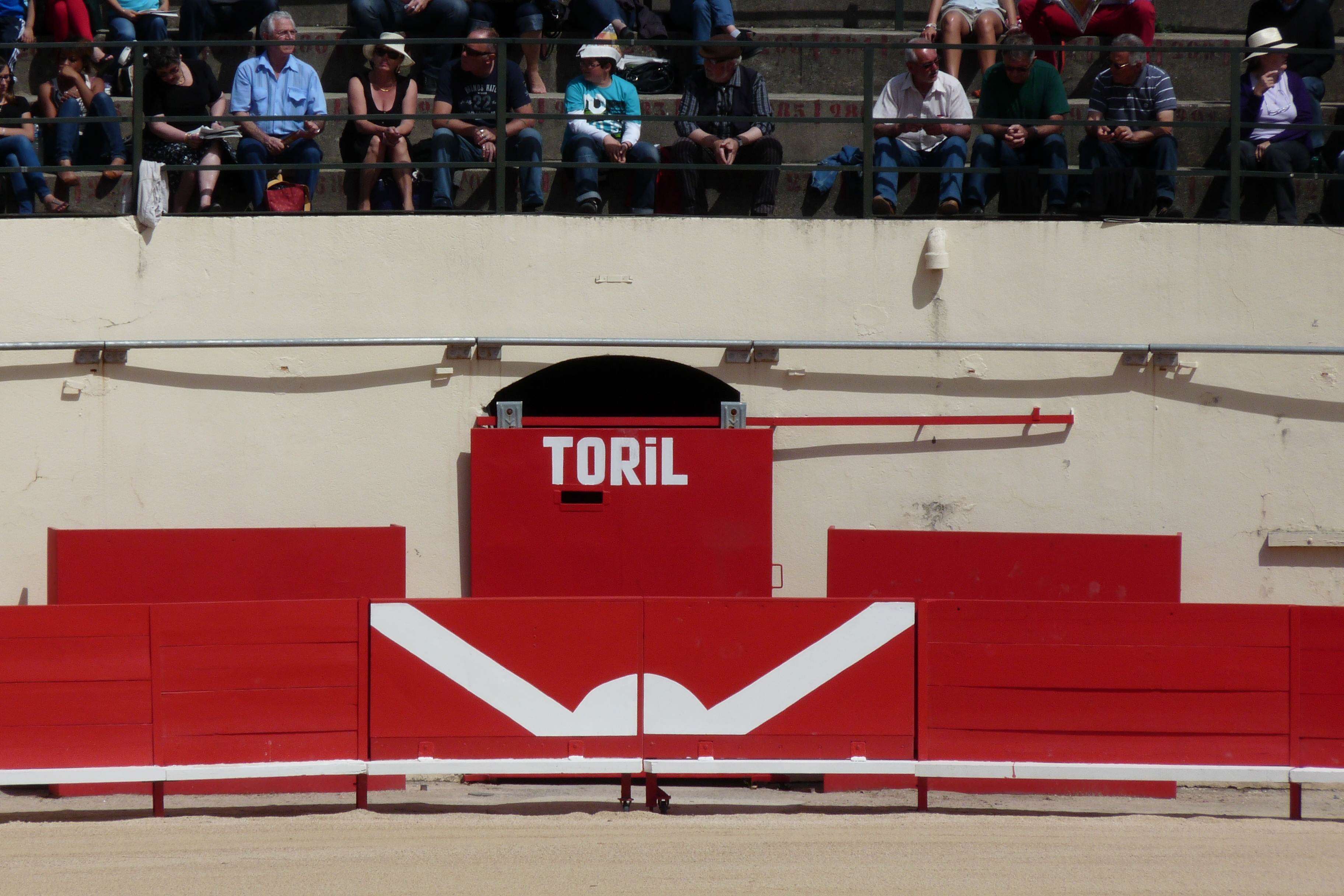
Porta del toril de la Plaça de toros d'Alès, Alès (França)
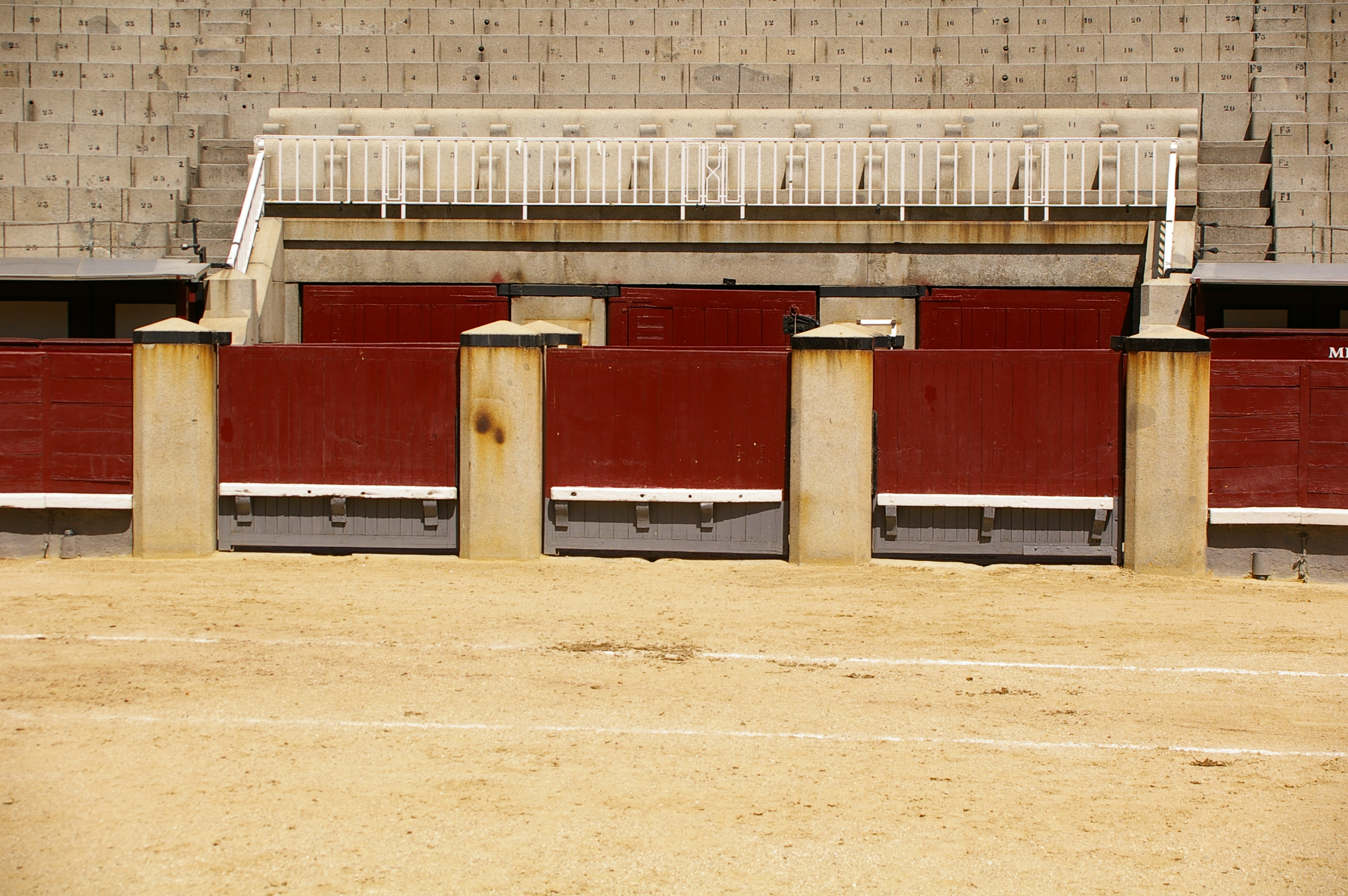
Portes dels chiqueros de la Plaça de toros de Las Ventas, Madrid (Espanya)